# Heinz Felten
Heinz Felten (* 8. Mai 1922 in Mainz; † 8. Juli 2000 in Frankfurt am Main) war ein deutscher Zoologe. Sein Forschungsschwerpunkt war die Mammalogie, insbesondere Fledermäuse und Kleinsäuger.

## Leben und Wirken
Felten war der Sohn von Adam Felten und seiner Ehefrau Agnes geborene Klahr. Sein Vater war Steuerinspektor. Nach der Absolvierung der Volksschule und des Realgymnasiums in Mainz im Januar 1940 wurde Felten zur Luftwaffe einberufen. Ab dem Wintersemester 1945/1946 studierte er an der Universität Frankfurt am Main Zoologie, Botanik und Biologie. 1949 erschien seine erste Publikation mit dem Titel Zur Haltung und Zucht unserer Waldmäuse. 1951 wurde er mit der Dissertation Untersuchungen zur Taxonomie, Eidonomie und Ökologie der Kleinsäuger des Rhein-Main-Gebietes unter der Leitung von Robert Mertens zum Dr. phil nat. promoviert. Im August 1951 begann Felten als Wissenschaftliche Hilfskraft im Senckenberg-Museum, wo er mit der Säugetiersammlung vertraut wurde. Von 1952 bis 1954 war er Mitarbeiter bei einem deutsch-salvadoranischen Forschungsprogramm, wo er für 19 Monate die Säugetierfauna in San Salvador erforschte. Seine bei dieser Expedition zusammengetragene Sammlung umfasste 73 Säugetiertaxa, darunter zwei neue Fledermaus-Unterarten, die er zwischen 1955 und 1958 beschrieb. Ferner brachte er wertvolle Belege von Vögeln, Reptilien, Lurchen und wirbellosen Tieren zurück ins Senckenberg-Museum. 1955 wurde Felten Wissenschaftlicher Assistent und am 1. Juli 1960 übernahm er als Kurator die neueröffnete Säugetierabteilung des Senckenberg-Museums.

## Dedikationsnamen und Auszeichnungen
1963 beschrieben Franz Malec und Gerhard Storch die Felten-Kleinwühlmaus (Microtus felteni), die im englischen Sprachraum als Felten’s vole bezeichnet wird. 1992 wurde Felten zur 175-Jahr-Feier der Senckenbergischen Naturforschenden Gesellschaft mit der Silbernen Senckenberg-Medaille gewürdigt. 1989 erhielt er das Bundesverdienstkreuz am Bande. Im selben Jahr wurde er mit der Goldenen Ehrentafel des thailändischen Ministers für Wissenschaft und Technologie ausgezeichnet.